# رایخل رایش
رایخل رایش (انگلیسی: Rachel Ruysch; ۳ ژوئن ۱۶۶۴ – ۱۲ اکتبر ۱۷۵۰) نقاش هلندی طبیعت بی‌جان از جمهوری هلند بود. او در زمینه نقاشی گل‌ها تخصص داشت و سبک خاص خود را ابداع کرد و در دوران حیات خود شهرت بین‌المللی یافت. به دلیل حرفه طولانی و موفقی که بیش از شش دهه به طول انجامید، او به یکی از بهترین مستند شده‌ترین نقاشان زن دوران طلایی هلند تبدیل شد.

## زندگی شخصی و حرفه

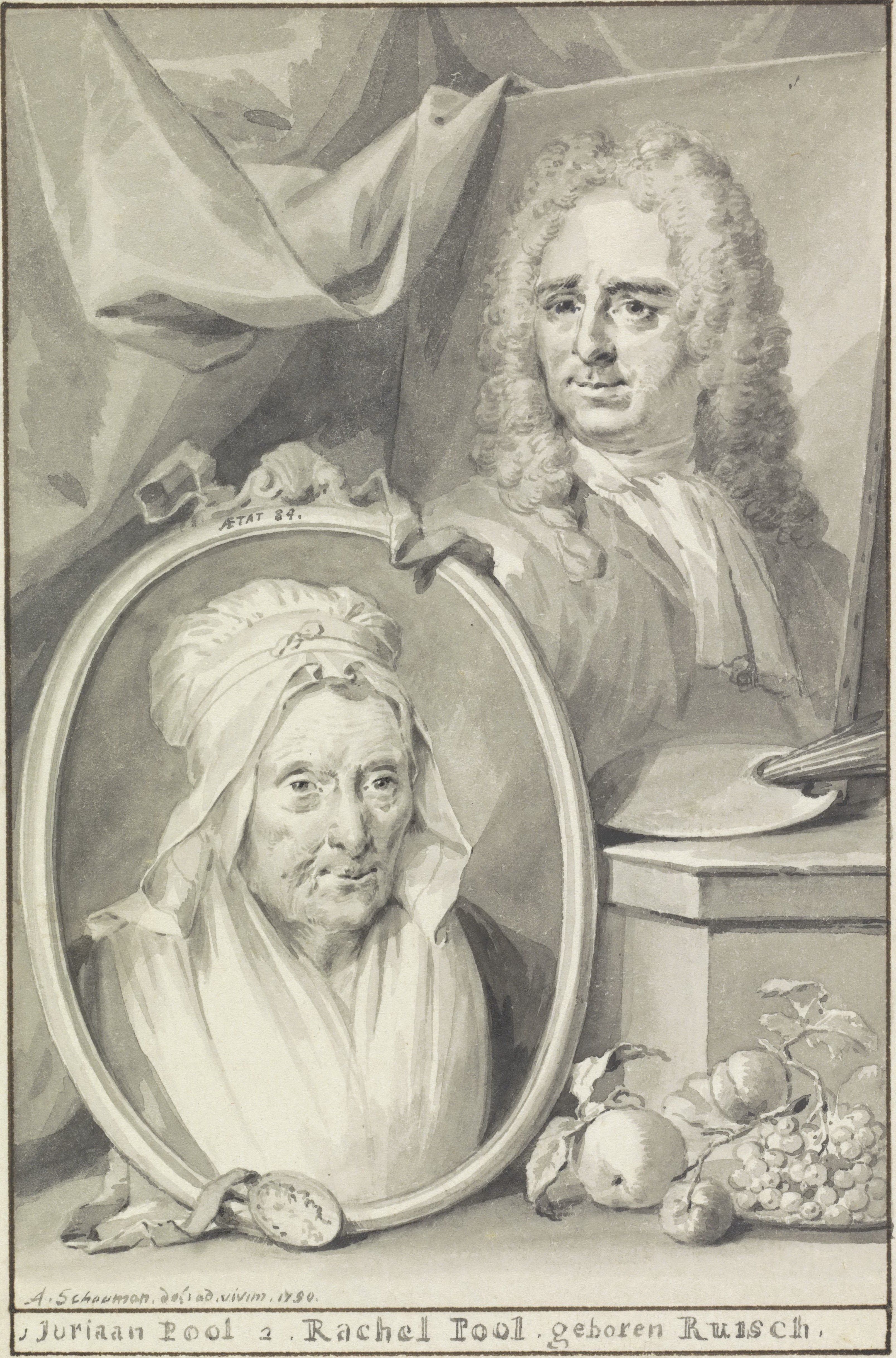
توضیحات: «یوریان پول و رایخل پول، متولد رویش» با عبارت «۸۴ ساله» که بالای پرتره رایخل نوشته شده است. (پول در زمان ساخت این تصویر درگذشته بود)

رایخل رایش در ۳ ژوئن ۱۶۶۴ در لاهه به دنیا آمد و پدرش فریدریک رویش، دانشمند و مادرش ماریا پوست، دختر معمار پیتِر پوست بود. پدرش همچنین استاد کالبدشناسی و گیاه‌شناسی و نقاش آماتور بود. او مجموعه‌ای وسیع از اسکلت‌های حیوانات، نمونه‌های معدنی و گیاهی داشت که رایخل از آن‌ها برای تمرین مهارت‌های طراحی خود استفاده می‌کرد. در سنین پایین، او شروع به نقاشی گل‌ها و حشرات از مجموعه پدرش به سبک مرسوم اتو مارسئوس وان شریک کرد. با استفاده از این نمونه‌ها، رایخل توانست توانایی پدرش در نمایش دقیق طبیعت را به خوبی تقلید کند. بعدها، زمانی که رایخل بیشتر پیشرفت کرد، او به پدرش (و همچنین خواهرش آنا رویش) نحوه نقاشی را آموخت.
در سال ۱۶۷۹، در سن پانزده سالگی، رویش به شاگردی ویلم فن آست، نقاش مشهور گل در آمستردام، درآمد. استودیوی او در آمستردام رو به استودیوی نقاش گل ماریا فان استرویک بود. رایخل تا زمان مرگ او در ۱۶۸۳ نزد فان آست تحصیل کرد. علاوه بر تکنیک‌های نقاشی، او به رایخل یاد داد که چگونه یک دسته گل را در گلدان بچیند تا به نظر برسد خودجوش و غیررسمی باشد. این تکنیک اثر سه‌بعدی و واقع‌گرایانه‌تری در نقاشی‌های او به وجود آورد. زمانی که رایخل هجده ساله شد، او شروع به تولید و فروش آثار امضا شده به صورت مستقل کرد. او همچنین احتمالاً با نقاشان گل یان مونی‌نک، ماریا مونی‌نک، آلیدا ویتوس و جوهانا هلنا هرولت-گراف که هم‌سن او بودند و برای باغبانی چون آگنس بلاک کار می‌کردند، آشنا شد و روابط داشت. این نقاشان، مانند پدر او، همچنین با جمع‌آورندگان گیاهان یان و کاسپار کامِلن همکاری داشتند.
در سال ۱۶۹۳، او با نقاش پرتره آمستردامی یوریان پول ازدواج کرد و ده فرزند داشت. در طول زندگی زناشویی‌اش، او به نقاشی ادامه داد و سفارش‌هایی از یک دایره وسیع از حامیان بین‌المللی دریافت کرد. در این زمان، از زنان انتظار می‌رفت که در هنرهای سنتی‌تر زنانه مانند دوخت و ریسندگی شرکت کنند. رایخل به نقاشی ادامه داد، احتمالاً به این دلیل که سهم او در درآمد خانواده امکان استخدام کمک برای مراقبت از فرزندان را فراهم می‌کرد.
رایخل رایش در ۱۲ اکتبر ۱۷۵۰ در آمستردام درگذشت. پس از مرگ او، علی‌رغم تغییر نگرش‌ها در مورد نقاشی‌های گل، شهرت او همچنان پابرجا باقی ماند.

## آثار

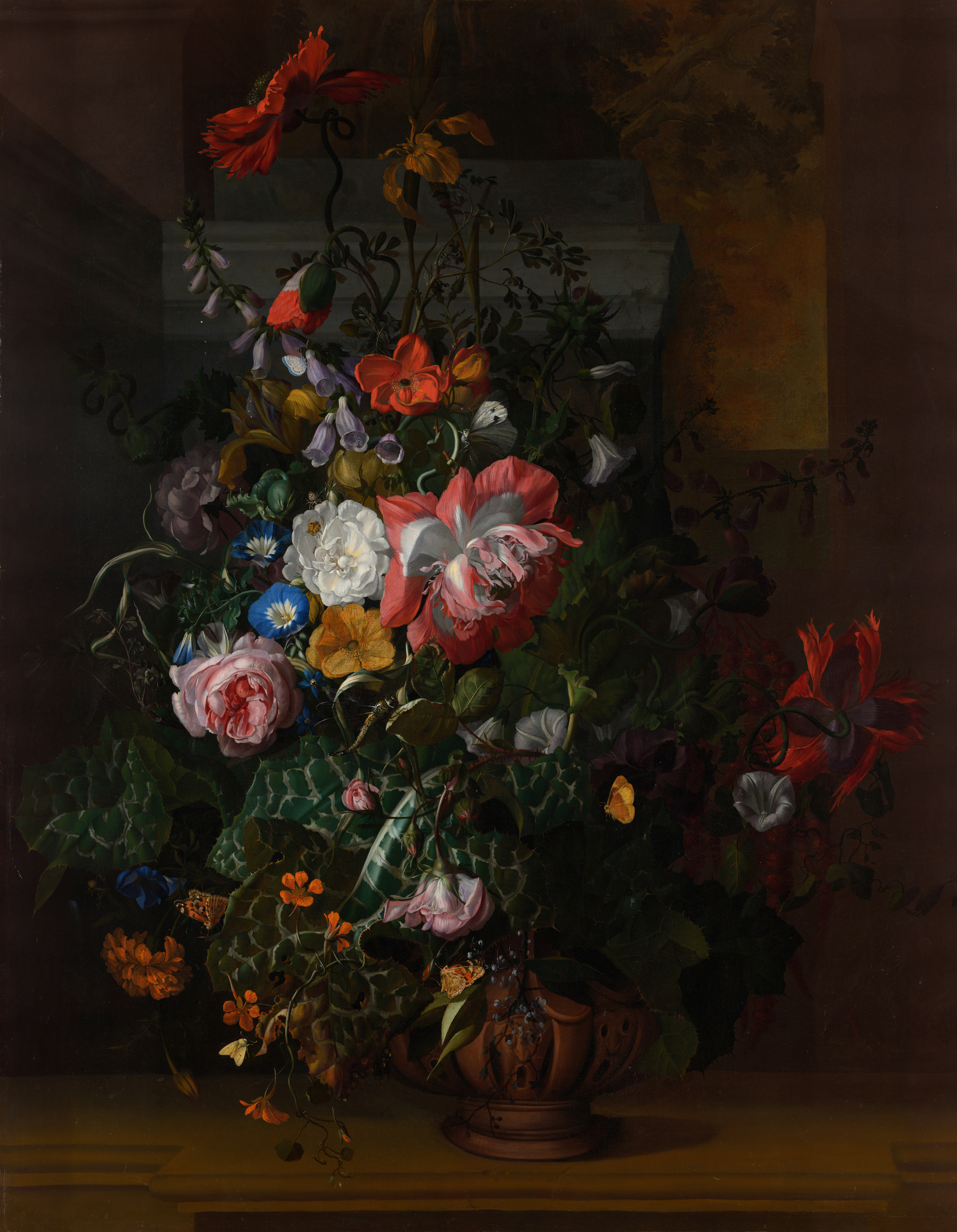
"گل‌های رز، پیچک، شقایق و سایر گل‌ها در گلدانی روی لبه‌ی سنگی"

مشخص نیست که آیا رایخل رایش عضو انجمن سنت لوک آمستردام بود یا خیر، اما آثار اولیه امضا شده او در دهه ۱۶۸۰ نشان‌دهنده تأثیر اتو مارسئوس وان شریک است. تا سال ۱۶۹۹، او و خانواده‌اش به لاهه منتقل شدند، جایی که عضویت او در کُن‌فرِی پیک‌تورا به عنوان نخستین عضو زن این انجمن به او پیشنهاد شد. در سال ۱۷۰۱، او و همسرش عضو انجمن صنفی نقاشان لاهه شدند. در سال ۱۷۰۸، رایخل به دعوت دربار دوسلدورف برای کار در دربار یوهان ویلهلم، انتخاب‌کننده پالاتین دعوت شد و به عنوان نقاش دربار مشغول به کار شد. او قراردادی برای کارهای نقاشی در خانه داشت که به‌طور دوره‌ای به دوسلدورف می‌برد. او به کار برای او و همسرش از ۱۷۰۸ تا زمان مرگ شاهزاده در ۱۷۱۶ ادامه داد.
تاریخ‌نگاران هنر رایخل را یکی از بااستعدادترین نقاشان طبیعت بی‌جان از هر دو جنس می‌دانند. تا زمان مرگ او در سن ۸۶ سالگی، او صدها نقاشی تولید کرده بود که بیش از ۲۵۰ اثر از آن‌ها مستند یا به او نسبت داده شده است. آثار تاریخ‌گذاری‌شده او نشان می‌دهند که او از سن ۱۵ سالگی تا ۸۳ سالگی نقاشی کرده است، چند سال قبل از مرگش. تاریخ‌نگاران این موضوع را با اطمینان تعیین کرده‌اند زیرا او سن خود را هنگام امضای نقاشی‌هایش ذکر می‌کرد.

## سبک
رایخل درک بسیار خوبی از طراحی و تکنیک‌های سنت‌های پیشین داشت. این دانش توانایی‌های نقاشی او را بهبود بخشید. از نظر سبک، آثار او با ترکیب‌بندی‌های بازیگوشانه و رنگ‌های درخشان بخشی از جنبش روکوکو بودند. او توجه زیادی به جزئیات در کارهایش داشت. هر گلبرگ با دقت و با استفاده از ضربات ظریف قلم‌مو خلق شده بود. زمینه نقاشی‌های رایخل معمولاً تاریک است که این شیوه در نقاشی گل‌ها در نیمه دوم قرن ۱۷ رایج بود. ترکیب‌بندی‌های نامتقارن او با گل‌های آویزان و ساقه‌های وحشی نقاشی‌هایی ایجاد کرد که گویی انرژی زیادی در آن‌ها نهفته بود.
در آثار اولیه خود، رایخل رایش تعدادی نقاشی از کف جنگل کشید که در آن‌ها حیوانات کوچک، خزندگان، پروانه‌ها و قارچ‌ها دیده می‌شوند. بعدها او نقاشی گل‌ها را به عنوان نگرانی اصلی خود انتخاب کرد و تا زمان مرگش به نقاشی ادامه داد، بدین ترتیب سبک قرن ۱۷ را تا نیمه قرن بعدی ادامه داد.
مهارت رایخل در مشاهده دقیق هر گل به شیوه‌ای بسیار طبیعی نهفته بود، که در یک چیدمان پیچیده و پیچیده ساخته شده بود که دست‌یابی به آن در طبیعت بسیار دشوار بود – گل‌ها تحت چنین چیدمانی یکدیگر را آن‌طور که باید، به خوبی حمایت نمی‌کردند. همان‌طور که در بیشتر نقاشی‌های گل از اواخر قرن ۱۷ مشاهده می‌شود، رنگ‌های گل‌ها در مقایسه با آثار اولیه بسیار با دقت متعادل‌تر شده‌اند.
نمادگرایی هر گل در قرن ۱۷ به‌طور مفصل توسعه یافت، اما بیشتر این‌ها به معرفی یک گل در یک اثر وانیتاس مربوط می‌شد که سبکی در نقاشی‌های سده‌های ۱۶ و ۱۷ میلادی، به‌ویژه در هلند، است که به ناپایداری زندگی، زودگذر بودن لذت‌های دنیوی و حتمی بودن مرگ اشاره دارد. این نقاشی‌ها معمولاً شامل اشیایی مانند جمجمه (نماد مرگ)، ساعت شنی یا شمع در حال خاموش شدن (نشانه گذر زمان)، میوه‌های فاسد شده (سمبل زوال)، و کتاب‌های بسته یا ورق‌خورده (نمایانگر دانش ناپایدار انسانی) هستند.. به جز یان فن هایسوم، هیچ نقاش گلی در قرن ۱۸ به مهارت رایخل رایش نرسید.

## واکنش
رایخل در طول زندگی‌اش شهرت و افتخار زیادی داشت. زمانی که او در ۱۷۵۰ درگذشت، یازده شاعر احترام خود را با سرودن اشعاری در مورد او ابراز کردند. در قرن ۱۷، هلندی‌ها علاقه زیادی به گل‌ها و باغبانی داشتند، بنابراین نقاشی‌هایی که زیبایی طبیعت را برجسته می‌کردند، بسیار ارزیابی می‌شدند. این امر به حفظ و گسترش مشتریان رایخل در طول حرفه‌اش کمک کرد. در طول زندگی‌اش، نقاشی‌های او به قیمت‌هایی بین ۷۵۰ تا ۱۲۰۰ گیلدر (واحد پول قدیمی هلند) فروخته می‌شد. در مقایسه، رامبرانت به ندرت بیش از ۵۰۰ گیلدر برای یک نقاشی در زندگی‌اش دریافت کرد.
در سال ۱۹۹۹، یک نقاشی از رایخل در یک مزرعه در نرماندی کشف شد و در حراجی به قیمت ۲٫۹ میلیون فرانک فرانسه، معادل دلار آمریکا ۵۰۸٬۰۰۰ به فروش رفت.
در مارس ۲۰۲۱، آثار رایخل به «گالری افتخار» در موزه ریکس اضافه شد. ریچل، خِزینا تر بورخ و جودیت لایستر نخستین زنانی هستند که به این گالری افزوده شدند.

## نگارخانه

آثار رایخل رایش
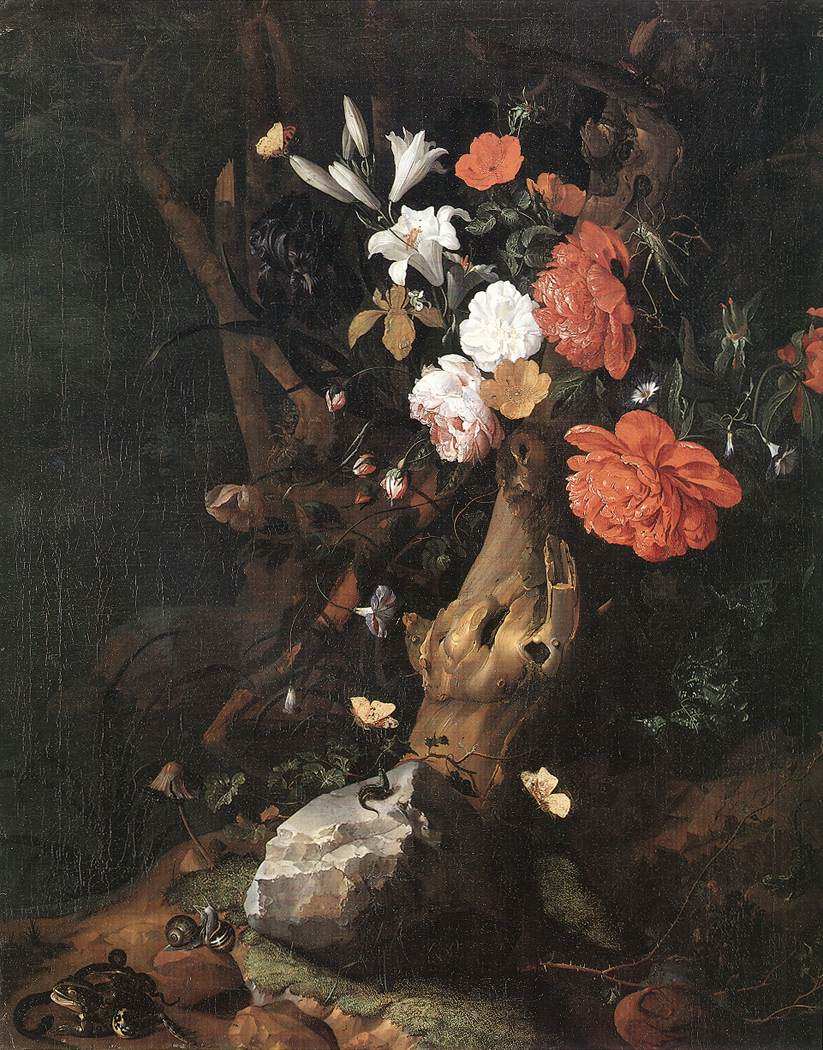
گل‌ها روی تنه درخت؛ این یک نمونه معمول از ژانر "کف جنگل" است که توسط مارسئوس وان شریک محبوب شد
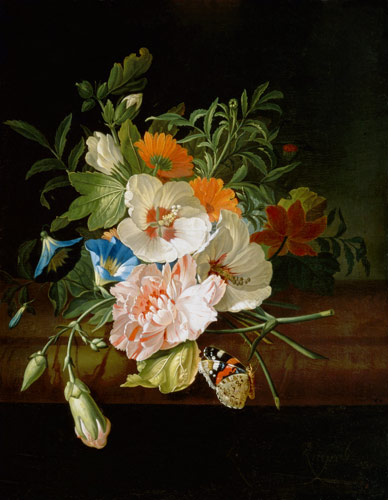
گل‌ها روی یک تخته سنگ - سبک معمول او در حدود ۱۷۰۰
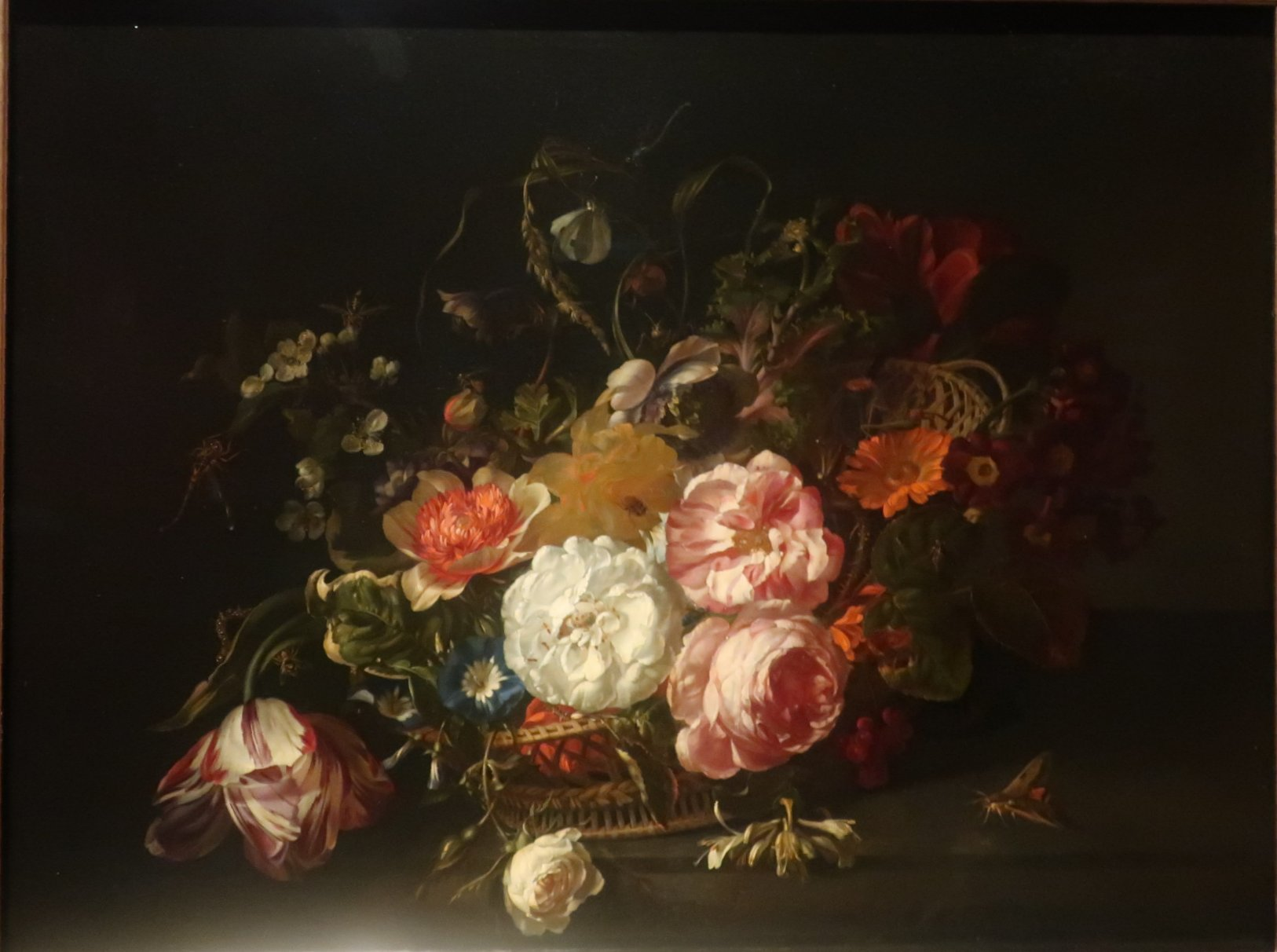
سبد گل‌ها، ۱۷۱۱
طبیعت بی‌جان با گل‌ها
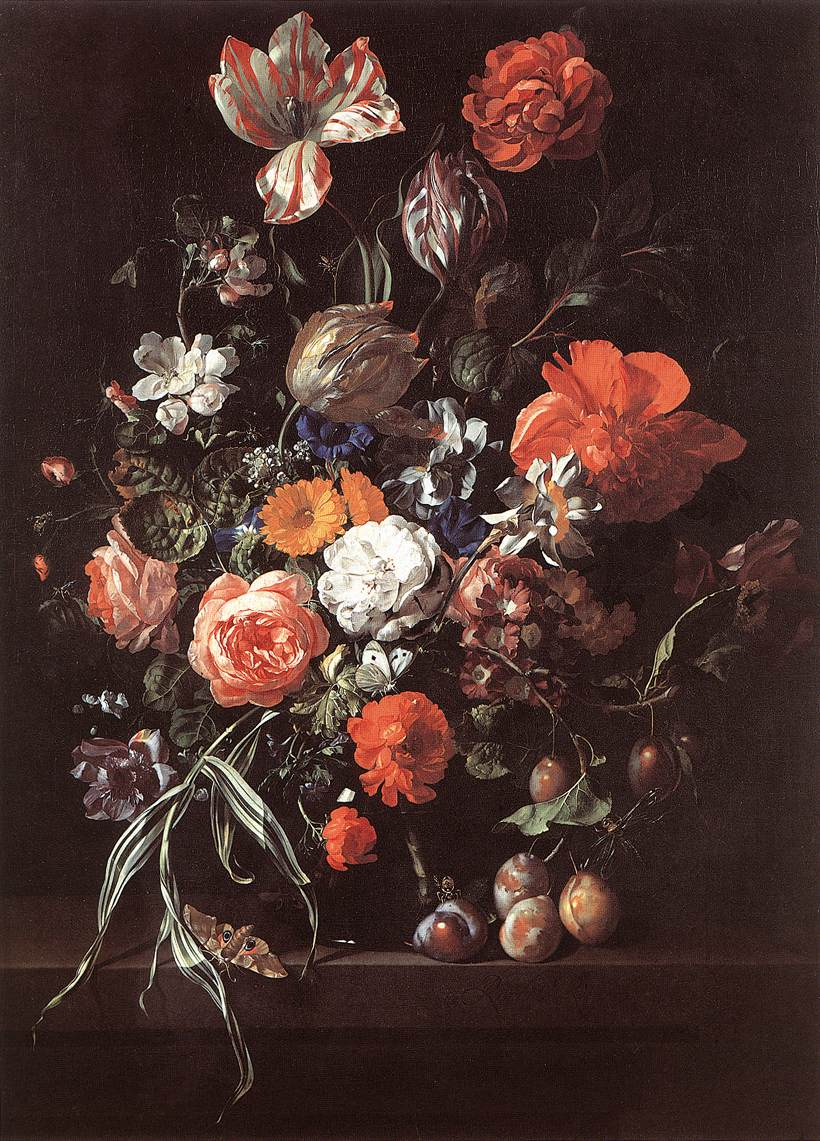
رایخل رایش، طبیعت بی‌جان با دسته گل و آلوها، ۱۷۰۴، موزه‌های سلطنتی هنرهای زیبای بلژیک
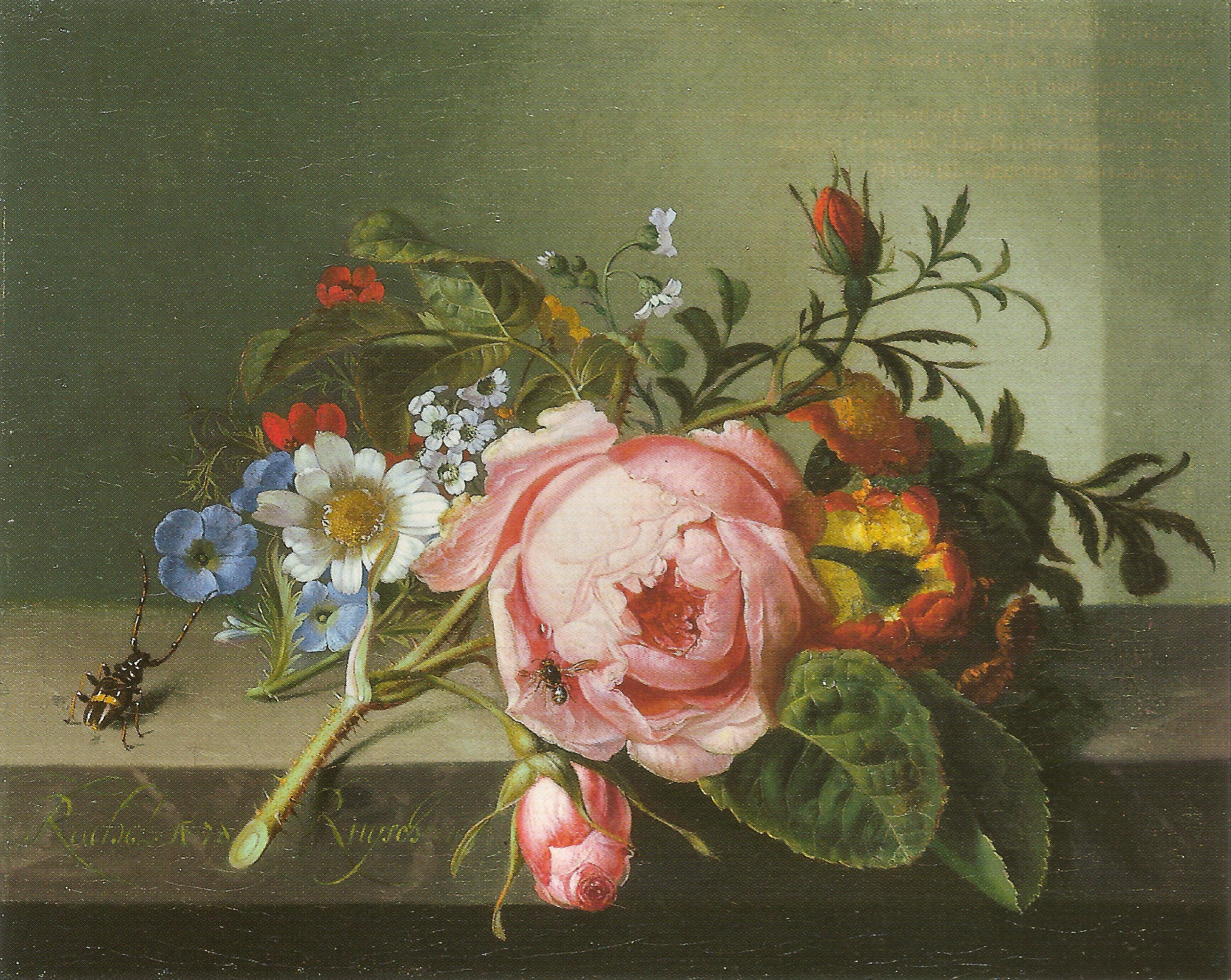
شاخه گل رز با سوسک و زنبور، ۱۷۴۱
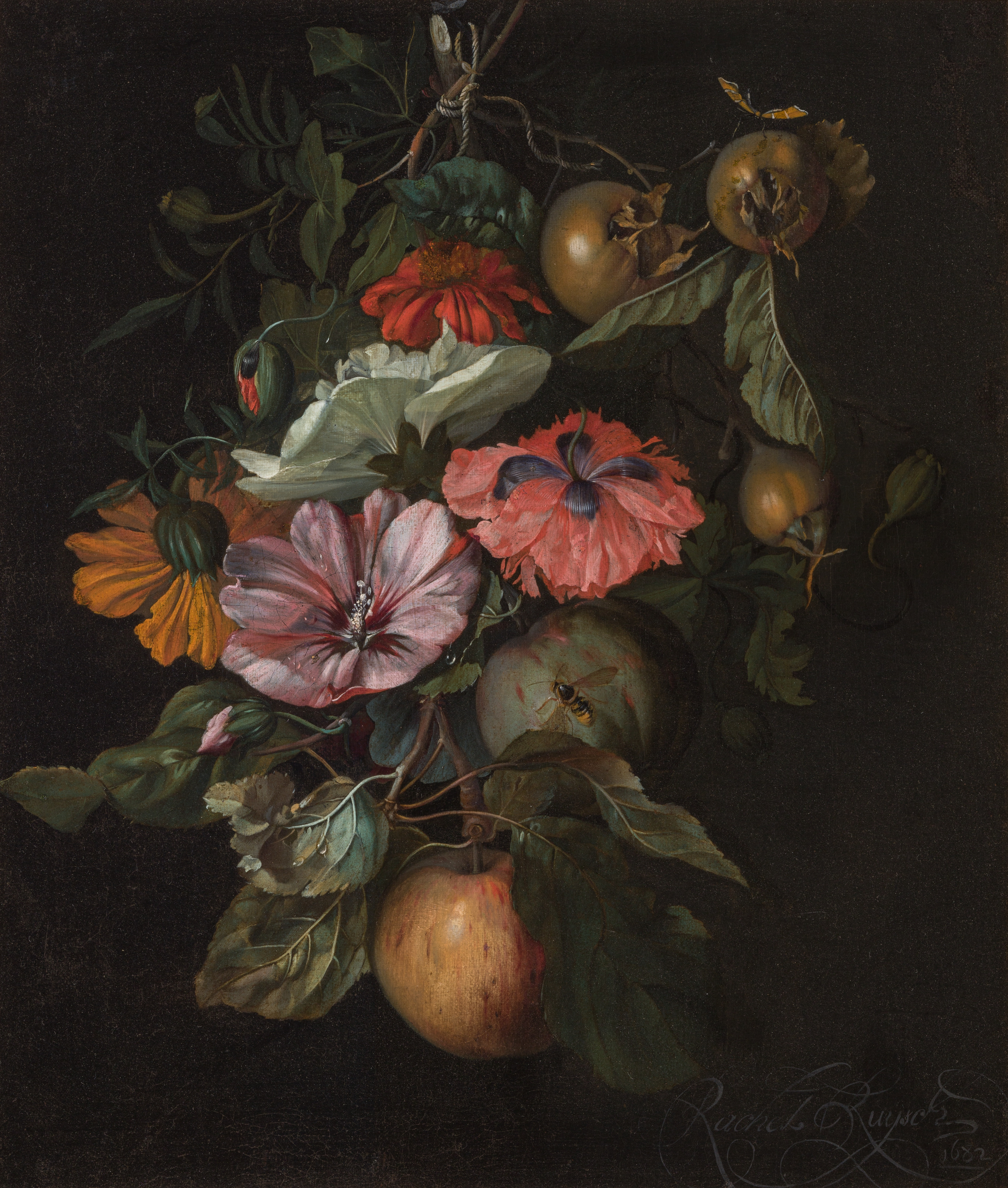
دسته گل و میوه‌ها، ۱۶۸۲
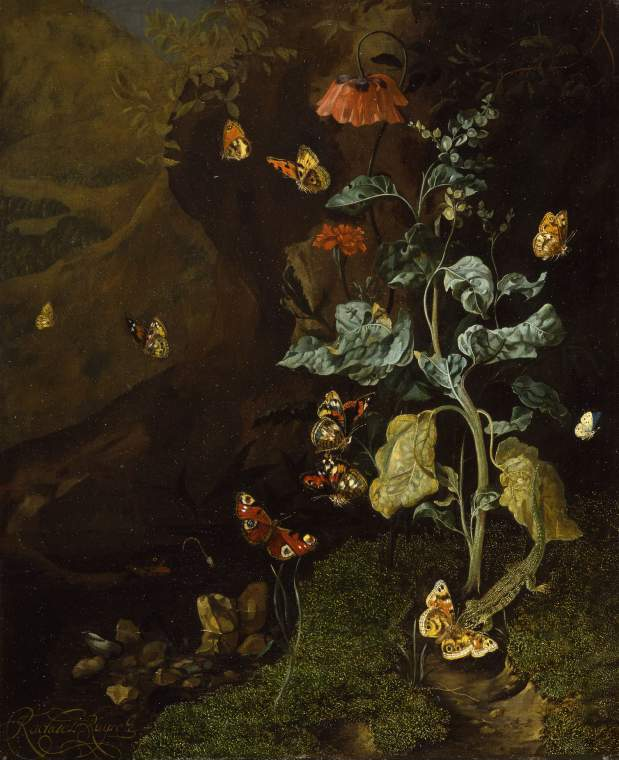
طبیعت بی‌جان با گل‌ها، پروانه‌ها و یک مارمولک در یک دمنوش، ۱۷۰۰
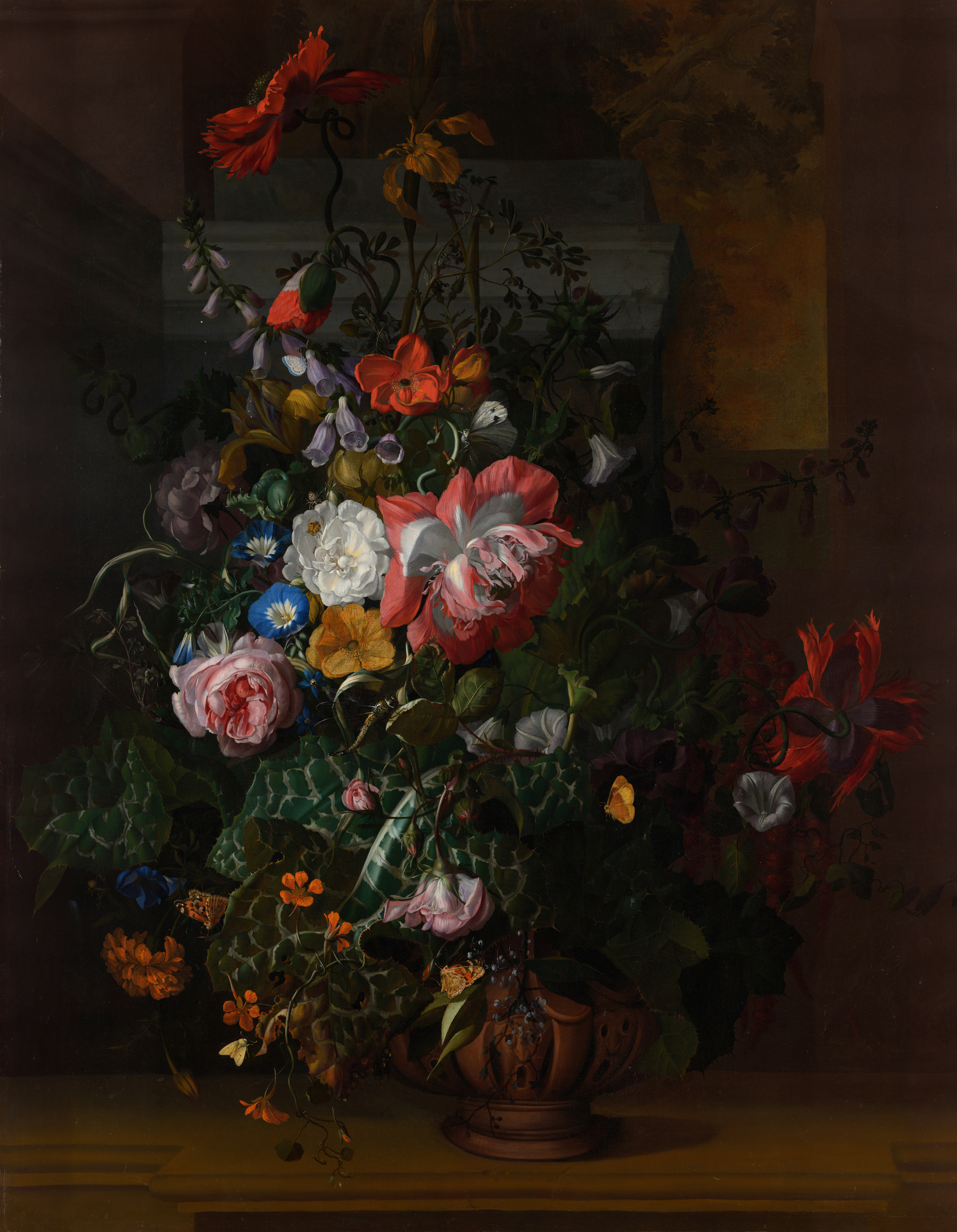
رزها، پیچک، خشخاش و گل‌های دیگر در یک کوزه روی لبه سنگی، دهه ۱۶۸۰
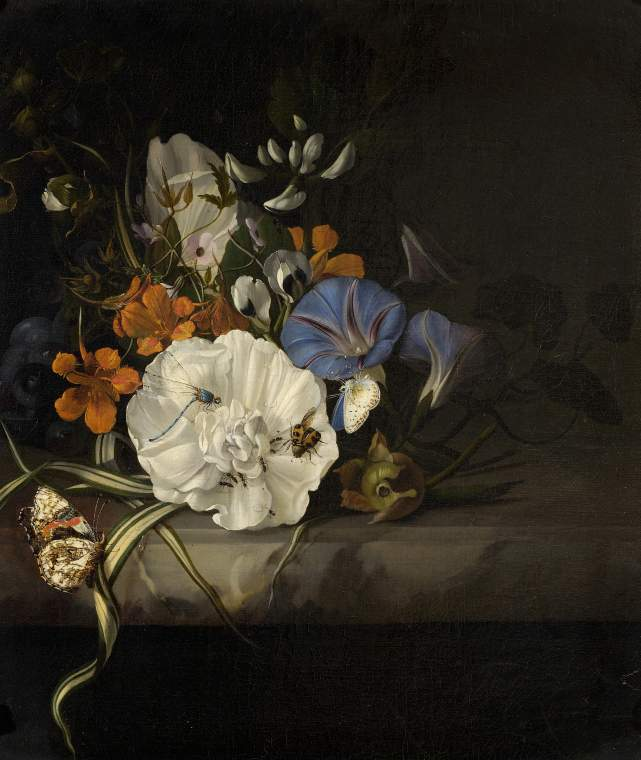
دسته‌ای از گل‌ها، با حشرات و پروانه‌ها، روی یک لبه مرمری، دهه ۱۶۹۰
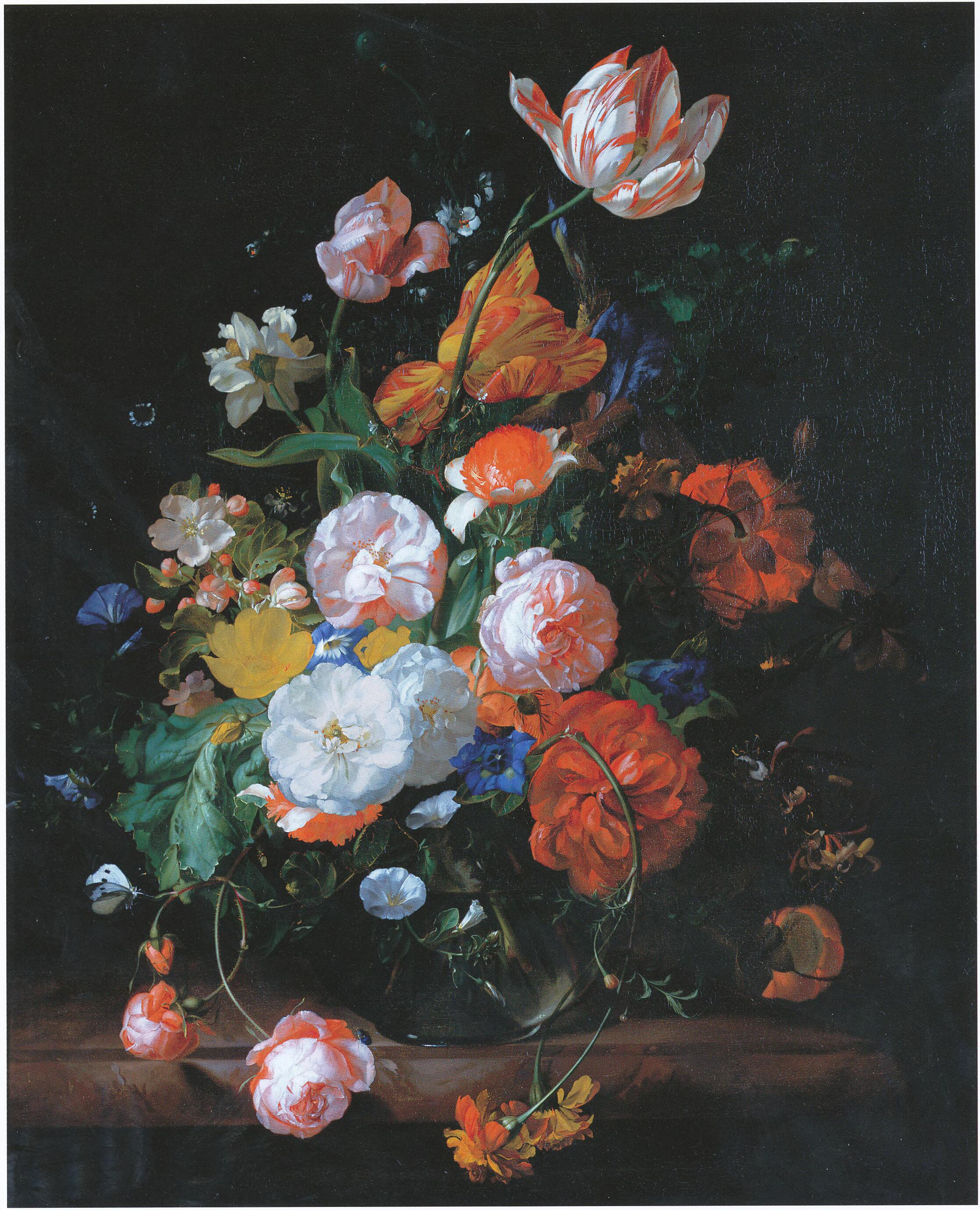
رزها، لاله‌ها و گل‌های دیگر در یک گلدان شیشه‌ای روی لبه مرمری، ۱۷۰۹